# South Whittier, Kalifornien
South Whittier är en ort (CDP) i Los Angeles County, i delstaten Kalifornien, USA. Enligt United States Census Bureau har orten en folkmängd på 57 156 invånare (2010) och en landarea på 13,8 km².